# Fabrice Drouelle
 (juillet 2025).
Si vous disposez d'ouvrages ou d'articles de référence ou si vous connaissez des sites web de qualité traitant du thème abordé ici, merci de compléter l'article en donnant les références utiles à sa vérifiabilité et en les liant à la section « Notes et références ».
Fabrice Drouelle, né le 26 décembre 1961 à Lisieux, dans le Calvados, est un journaliste, animateur et producteur de radio français exerçant notamment sur la station nationale publique France Inter. Il pratique également le théâtre.

## Biographie

### Formation et débuts professionnels
Après une scolarité à Valence, Fabrice Drouelle poursuit ses études à l’école de journalisme de Bordeaux, puis à l'institut d'études politiques de Lyon (Sciences-Po Lyon).
Il entre à Radio France en 1983 d'abord comme stagiaire, travaille dans les stations locales France Bleu Mayenne puis Radio France Lyon à partir de 1985.

### Carrière à France Inter
Fabrice Drouelle rejoint la rédaction de France Inter comme reporteur en 1988. Il devient ensuite, à la rentrée 1994, présentateur du journal de 20 heures, puis successivement de ceux de 13 heures et de 19 heures entre 1996 et 2002.
Entre 2002 et 2005, il succède à Jean-Marc Four en tant que présentateur de la tranche d'information de la mi-journée de la station publique, puis prend en charge, durant la saison 2005-2006, la revue de presse de la « matinale » de Stéphane Paoli, avant de revenir au journal de 13 heures de septembre 2006 à juin 2008, dans une nouvelle formule de trente minutes baptisée Intertreize.
En septembre 2008, il rejoint la matinale de Nicolas Demorand en tant que présentateur du journal de 8 heures, en remplacement de Patrick Cohen, et ce jusqu'en juin 2010, date de son remplacement par Mickaël Thébault. À ce poste, il aura le titre très envié d'« homme le plus écouté de France ». De septembre 2010 à juin 2014, il est présentateur de l'émission matinale de fin de semaine de France Inter.
Depuis la rentrée de 2014, il produit et présente sur France Inter l'émission Affaires sensibles où il aborde, entre 15 heures et 16 heures les jours de semaine, des faits divers et des sujets de société très variés.
Depuis le 20 septembre 2021, il présente également Affaires sensibles sur France 2, le lundi en seconde partie de la soirée.

### Autres activités
Fabrice Drouelle a été vice-président de l'association Reporters sans frontières de 2009 à 2013, puis en juin 2013 président de la Maison des Journalistes, et ce jusqu'en décembre 2014.
À la télévision, il présente en 2000 le magazine santé Comment ça va ? sur France 3, puis, entre 2004 et 2006, avec Samantha Ramsamy, le magazine culturel J'ai pas sommeil sur la même chaîne (rédaction en chef Dominique Papon).
Fabrice Drouelle est également comédien au théâtre.
Depuis le 17 février 2018, Fabrice Drouelle présente une nouvelle émission sur la chaîne Polar+, Pistes noires, tous les samedis à 12 h 30.
Fabrice Drouelle a aussi loué ses services à des entreprises privées pour animer des événements promotionnels, ce que, dans le jargon journalistique, on appelle faire des « ménages ». Il participe à l'animation de tables rondes dont celles pour le Grand Orient de France et effectue des missions de conseil en relations publiques pour différents organismes publics et privés,, tels que les groupes Spir, Gan, La Poste, Nestlé, Coca-Cola, Masterfood, IBM, France Telecom, SFR, UPS, Veolia ou encore Tetra Pak.

## Publications
- Fabrice Drouelle et Frédéric Lecomte (préf. Gilles Verlant), 1967 : L'Année de l'amour, Paris, Fetjaine (Groupe La Martinière), 2007, 95 p. (ISBN 978-2-35425-013-3).
- Fabrice Drouelle (préf. Marc Dugain, avec la collab. d'Adrien Carat, Jean Bulot, Simon Maisonoble, Christophe Barreyre), Affaires sensibles : 40 ans d'histoires qui ont secoué la France, Paris, Éditions Robert Laffont, 2015, 261 p. (ISBN 978-2-221-15931-6, lire en ligne) ; coll. « Points » (no P4391), 2016, 309 p.  (ISBN 978-2-7578-5955-1).
- Fabrice Drouelle (avec la collab. de Claire Laux, Christophe Barreyre, Adrien Carat, Jean Bulot, Simon Maisonoble, Margaux Opinel, Thierry Leclère), Affaires sensibles : Le terrorisme, l'impasse des armes, un demi-siècle d'attentats à travers le monde, Paris, Éditions Robert Laffont, 2016, 270 p. (ISBN 978-2-221-19360-0, lire en ligne).
- Fabrice Drouelle (préf. Laurent Joffrin, avec la collab. de Jean Bulot, Adrien Carat, Stéphanie Fromentin), Affaires sensibles : 25 histoires qui ont marqué ces 50 dernières années, Paris, Éditions Robert Laffont, 2020, 255 p. (ISBN 978-2-7014-0234-5).

## Théâtre

### Comédien
- 1999 : Loft de Didier Braun, mise en scène de l'auteur, Théâtre de Ménilmontant
- 2001 : Un petit rien dans un jeu de filles de Réjane Kerdaffrec, mise en scène par Stéphane Bari, Théâtre du Bateau Ivre
- 2006-2007 : Un petit jeu sans conséquences de Jean Dell et de Gérald Sibleyras, successivement au Théâtre de Ménilmontant, Théâtre Comédie République, Festival d'Avignon, Théâtre de la Cité TNT à Toulouse
- 2009 : Carnaval animal d'Abdel Mostefa Chebra, mis en scène par Alexandre Gosselet, Théâtre de Ménilmontant
- 2011 : Jacques a dit de Marc Fayet, Théâtre de Nesle
- 2012 : Respublica, les grands discours de la République, seul en scène, mise en scène de Victor Dos Santos
- 2012 : Bye Bye Mylène de Muriel Magellan, avec Ariane Ascaride, mise en scène d'Anne Bourgeois, Théâtre des Mathurins
- 2014 : La Jeune Fille et la Mort, Festival d'Avignon, Théâtre du verbe fou
- 2015-2017 : Entretiens d’embauche et autres demandes excessives, d’Anne Bourgeois, voix des recruteurs, Festival d’Avignon puis Théâtre Déjazet

### Auteur dramatique
- 2009 : Confidences au Salon (Théâtre de Paris)

## Filmographie

### Cinéma
- 2003 : Radio France : 24 heures sur 24 de Denis Chaloyard et Serge Moati – lui-même
- 2004 : Real Movie de Stéphane Robelin – le quincailler
- 2021 : Les Choses humaines d'Yvan Attal – lui-même

## Émissions de télévision
- 2018 : Pistes noires sur Polar+
- Depuis 2021 : Affaires sensibles sur France 2

## Voix-off
- 2016 : Obama et l'écologie, documentaire d'Arte
- 2017 : L'Histoire de la Marseillaise, documentaire sur France 3